# Rositz
Rositz är en kommun i Landkreis Altenburger Land i förbundslandet Thüringen i Tyskland.
Kommunen ingår i förvaltningsområdet Rositz tillsammans med kommunerna Göhren, Göllnitz, Kriebitzsch, Lödla, Mehna, Monstab och Starkenberg.